# There's No Face Like Chrome
There's No Face Like Chrome es el segundo álbum de estudio de la banda estadounidense Flash Cadillac and the Continental Kids. Fue publicado en mayo de 1974 a través de Epic Records.

## Grabación y producción
Las sesiones de There's No Face Like Chrome tuvieron lugar en cuatro estudios diferentes. Las canciones grabadas en los estudios A&R fueron producidas por Jerry Leiber junto con Christie Thompson; allí la banda grabó las canciones «Message from Garcia», «Standin' on the Corner», «First Girl» y «Rock and Roll Heaven». El resto de canciones, producidas por Toxey French, fueron grabadas en tres estudios de grabación diferentes: Sound Labs y Dubbington Downs de Hollywood, California, y Milam Audio de South Pekin, Illinois.

## Recepción de la crítica
Un escritor no especificado de la revista Cash Box declaró: “Incluso antes de aparecer en la película American Graffiti, Flash Cadillac and the Continental Kids se habían establecido como un grupo de actuación popular, pero este nuevo LP muestra todos los signos de darles el mismo grado de popularidad que Sha Na Na”. Un escritor no especificado de Billboard escribió: “Si bien sus raíces supuestamente están en el rock 'n' toll, Flash and the Kids están lejos de ser un acto de ‘revival’. Y nunca es más evidente que en este álbum. El sonido es definitivamente de los años 1970, y ciertamente refuerza la capacidad del grupo para crecer musicalmente y expresarlo en vinilo”.

## Lista de canciones
| Lado uno |                                 |                           |          |  |
| N.º      | Título                          | Escritor(es)              | Duración |  |
| 1.       | «Dancin' (On a Saturday Night)» | Barry Blue Lynsey de Paul | 2:57     |  |
| 2.       | «Message from Garcia»           | Jerry Leiber Mike Stoller | 3:05     |  |
| 3.       | «Heartbeat»                     | Don Dunn Dann Lottermoser | 2:57     |  |
| 4.       | «Standin' on the Corner»        | Kris Moe                  | 3'10     |  |
| 5.       | «Young Blood»                   | Lieber Stoller Doc Pomus  | 2:14     |  |

| Lado dos |                          |                        |          |  |
| N.º      | Título                   | Escritor(es)           | Duración |  |
| 1.       | «The Way I Feel Tonight» | Moe                    | 3:19     |  |
| 2.       | «Dirty Movies»           | Alan O'Day             | 3:23     |  |
| 3.       | «First Girl»             | Moe                    | 4:41     |  |
| 4.       | «A Fool Like You»        | Tim Moore              | 3:21     |  |
| 5.       | «Rock and Roll Heaven»   | O'Day Johnny Stevenson | 3:21     |  |

## Créditos y personal
Créditos adaptados desde las notas de álbum de There's No Face Like Chrome.
Flash Cadillac and the Continental Kids
- Flash Cadillac – voz principal, guitarra
- Angelo Moe – voz principal, teclados
- Linn Phillips III[a] – coros, guitarra
- Warren Knight[b] – coros, bajo eléctrico
- John Masino[c] – batería
- Dwight Bement[d] – saxofón
- Wally Stewart – coros adicionales, batería

Personal técnico
- Toxey French – productor, arreglos, ingeniero de audio en todas las canciones excepto «Message from Garcia», «Standin' on the Corner», «First Girl» y «Rock and Roll Heaven»
- Eric Prestidge – ingeniero de audio en todas las canciones excepto «Message from Garcia», «Standin' on the Corner», «First Girl» y «Rock and Roll Heaven»
- Terry Jamison – ingeniero de audio en todas las canciones excepto «Message from Garcia», «Standin' on the Corner», «First Girl» y «Rock and Roll Heaven»
- Jerry Leiber – productor en «Message from Garcia», «Standin' on the Corner», «First Girl» y «Rock and Roll Heaven»
- Christie Thompson – productor en «Message from Garcia», «Standin' on the Corner», «First Girl» y «Rock and Roll Heaven»
- Dixon Van Winkle – ingeniero de audio en «Message from Garcia», «Standin' on the Corner», «First Girl» y «Rock and Roll Heaven»
- Michael Sunday – masterización en «Message from Garcia», «Standin' on the Corner», «First Girl» y «Rock and Roll Heaven»